# Democracia guiada
A democracia guiada, também chamada democracia gerida, é um governo formalmente democrático que funciona como uma autocracia. Tais governos são legitimados por eleições livres e justas, mas não têm a capacidade de alterar políticas, orientações e objetivos do Estado.
Em outras palavras, o governo controla as eleições para que o povo possa exercer todos os seus direitos, sem realmente mudar a política pública. Enquanto eles normalmente seguem princípios básicos da democracia, pode haver grandes desvios para o autoritarismo. Na democracia guiada, o uso contínuo da propaganda impede que o eleitorado tenha um impacto significativo na política.
O conceito de "democracia guiada" foi desenvolvido no século XX por Walter Lippmann , em seu seminal trabalho Opinião Pública (1922), e por Edward Bernays, em seu trabalho Cristalização da Opinião Pública.